# Бабки (заказник)
Бабки́ — ботанічний заказник місцевого значення в Україні. Розташований у межах Прилуцького району Чернігівської області, на північ від смт Ладан. 
Площа 124 га. Статус присвоєно згідно з рішенням Чернігівського облвиконкому від 27.07.1975 року № 319; рішення від 27.12.1984 року № 454; рішення від 28.08.1989 року № 164. Перебуває у віданні ДП «Прилуцьке лісове господарство» (Ладанське лісництво, кв. 127-128). 
Статус присвоєно для збереження лісового масиву з цінними насадженнями дуба віком понад 50 років. У трав'яному покриві: конвалія, звіробій, барвінок тощо. Масив розташований на схилах ярів та балок.